# Guido Villar
Guido Villar (Bahía Blanca, 13 febbraio 1995) è un calciatore argentino, portiere dell'Independiente del Valle.

## Carriera
Cresciuto nelle giovanili dell'Olimpo, ha esordito il 17 marzo 2018 in occasione del match perso 2-0 contro il San Lorenzo.

## Statistiche

### Presenze e reti nei club
Statistiche aggiornate al 17 aprile 2018.
| Stagione        | Squadra         | Campionato      | Campionato | Campionato | Coppe nazionali | Coppe nazionali | Coppe nazionali | Coppe continentali | Coppe continentali | Coppe continentali | Altre coppe | Altre coppe | Altre coppe | Totale | Totale | Totale |
| Stagione        | Squadra         | Comp            | Pres       | Reti       | Comp            | Pres            | Reti            | Comp               | Pres               | Reti               | Comp        | Pres        | Reti        | Pres   | Reti   |        |
| --------------- | --------------- | --------------- | ---------- | ---------- | --------------- | --------------- | --------------- | ------------------ | ------------------ | ------------------ | ----------- | ----------- | ----------- | ------ | ------ | ------ |
| 2017-2018       | Olimpo          | PD              | 4          | -6         | CA              | 0               | 0               |                    | -                  | -                  |             | -           | -           | 4      | -6     |        |
| Totale carriera | Totale carriera | Totale carriera | 4          | -6         |                 | 0               | 0               |                    | -                  | -                  |             | -           | -           | 4      | -6     |        |